# QB50
QB50 ist ein Wissenschaftsprojekt, in dessen Mittelpunkt die Verwendung von ursprünglich 50, später 36 CubeSats steht.
Die Ausschreibung für die QB50 CubeSat wurde am 15. Februar 2012 veröffentlicht.
Ursprünglich waren 50 Cubesats geplant, die 2016 auf einer einzigen Trägerrakete gemeinsam gestartet werden sollten. Die Zahl hat sich inzwischen auf 36 reduziert. 28 davon wurden am 18. April 2017 mit einem Cygnus-Raumtransporter zur ISS gebracht und sollen später von dort ausgesetzt werden. Weitere 8 Cube-Sats wurden am 23. Juni 2017 mit einer indischen PSLV-Rakete ins All gebracht. Für Finnland war dies der erste Satellitenstart.
Das Projekt wird durch das Von Karman Institut für Strömungsmechanik in Belgien geleitet. Dieses Satellitenprogramm wurde durch das Forschungsrahmenprogramm FP7 der Europäischen Kommission finanziert.

## Ziele
Das Programm verfolgt folgende Ziele:
- Zugang zum Weltraum
- wissenschaftliche Untersuchungen
- Technologiedemonstration
- Ausbildung

### Zugang zum Weltraum
Das erste Ziel des QB50-Projektes ist es, einen kontinuierlichen und bezahlbaren Zugang zum Weltraum für kleine Forschungsraummissionen und zur Erforschung von Planeten zu ermöglichen. Das Projekt soll zeigen, dass maßgebliche Forschung, sowohl wissenschaftliche als auch technologische, mit kleinen und kompakten Programmen erreicht werden kann. Letzteres wird daher den Technologie-Reifegrad für Weltraumanwendungen erhöhen.
Durch den Nachweis der Verwendung des Zyklon-4-Trägerrakete soll ein langfristiger Start-Service für spezielle Starts der Gemeinschaft zur Verfügung gestellt werden. Eine Trägerrakete, die zumindest für die kommenden zehn Jahre verfügbar ist, bis eine neue Generation von speziellen Trägerraketen für Starts von Nano-Satelliten zur Verfügung steht.
Das QB50-Projekt stellt sich der Herausforderung, mehr als 50 CubeSats und 15 verschiedene Partner zu koordinieren und ist somit ein Impulsgeber für die Harmonisierung und Standardisierung der CubeSat-Plattform. Durch die zahlreichen Beteiligten der QB50-Gemeinschaft können kostengünstigere Plattform-Lösungen entwickelt werden können.

### Wissenschaftliche Untersuchungen
Ein weiteres Ziel der QB50-Projekts ist die Durchführung der Atmosphärenforschung in der unteren Thermosphäre, welche die am wenigsten erforschte Schicht der Atmosphäre ist. Im Besonderen soll der Bereich zwischen 200 und 380 km Höhe erforscht werden.
Drei verschiedene Messgeräte sollen zum Einsatz kommen:
- Ionen und Neutronen Massenspektrometer (Ion and Neutral Mass Spectrometer (INMS))
- Sauerstoffsensor (FIPEX – Flux-Φ-Probe Experiment)
- Multi-Nadel-Langmuir-Sonde (multi-Needle Langmuir Probe (m-NLP))

Die meisten der QB50-CubeSats tragen eines dieser Messgeräte und sollen einige Monate aktiv sein.

### Technologiedemonstration im Orbit
Einige CubeSats, die keine der vorgenannten wissenschaftlichen Messgeräte tragen, führen ihre eigenen Nutzlasten mit, um als Plattform zur Demonstration von Weltraumtechnologie zu dienen. Folgende CubeSats dienen diesem Ziel:
- QARMAN
- DelFFi-1
- DelFFi-2[4]
- InflateSail[5]

### Ausbildung
QB50 hat Hochschulen weltweit eingeladen, sich an dem Projekt zu beteiligen und einen Satelliten ins All zu schicken. Zahlreiche Vorschläge wurden entgegengenommen und CubeSats ausgewählt. In der Folge wurden zahlreiche QB50-CubeSats von Studenten und jungen Ingenieuren entworfen und gebaut. Hierbei wurden sie von erfahrenen Mitarbeitern an ihren Universitäten betreut. Diese Studenten lernen Raumfahrttechnik nicht nur in der Theorie, sondern können ihre Universitäten mit praktischen Erfahrungen verlassen.

## Liste der QB50-Satelliten
QB50P1 und QB50P2 wurden bereits 2014 als Vorabmission gestartet. QARMAN (BE05) startete nachträglich im Jahr 2019.
Die Satelliten wurden auf zwei Starts verteilt. Die erste Serie wurde am 18. April 2017 mit einer Atlas V gestartet, die den Cygnus-Raumtransporter OA-7 zur ISS brachte. Die zweite Serie wurde am 23. Juni 2017 mit einer indischen PSLV-Rakete ins All gebracht.
| QB50 ID | Bezeichnung      | Organisation / Betreiber                                        | Land                   | Trägerrakete |
| ------- | ---------------- | --------------------------------------------------------------- | ---------------------- | ------------ |
| AT03    | Pegasus          | Fachhochschule Wiener Neustadt                                  | Österreich             | PSLV         |
| AU01    | SUSat            | Universität Adelaide                                            | Australien             | Atlas V      |
| AU02    | UNSW-ECO         | University of New South Wales                                   | Australien             | Atlas V      |
| AU03    | I-INSPIRE II     | Universität Sydney                                              | Australien             | Atlas V      |
| AZ01    | ZA-AeroSat       | Universität Stellenbosch                                        | Südafrika              | Atlas V      |
| AZ02    | nSight-1         | SCS Space                                                       | Südafrika              | Atlas V      |
| CA03    | ExAlta-1         | University of Alberta                                           | Kanada                 | Atlas V      |
| CN02    | LilacSat-1       | Polytechnische Universität Harbin                               | China                  | Atlas V      |
| CN03    | NJUST-1          | Nanjing University of Science and Technology                    | China                  | Atlas V      |
| CN04    | Aoxiang-1        | Northwestern Polytechnic University                             | China                  | Atlas V      |
| CN06    | NUDTSat          | Universität für Wissenschaft und Technik der Landesverteidigung | China                  | PSLV         |
| CZ02    | VZLUSat-1        | VZLU (dt. f. Aeronautisches Forschungs- und Prüfungsinstitut)   | Tschechien             | PSLV         |
| DE02    | SOMP-2           | Technische Universität Dresden                                  | Deutschland            | Atlas V      |
| DE04    | DragSail-CubeSat | FH Aachen                                                       | Deutschland            | PSLV         |
| ES01    | QBITO            | Polytechnische Universität Madrid                               | Spanien                | Atlas V      |
| FI01    | Aalto-2          | Aalto-Universität                                               | Finnland               | Atlas V      |
| FR01    | X-Cube-Sat       | École polytechnique                                             | Frankreich             | Atlas V      |
| FR05    | SpaceCube        | Mines ParisTech                                                 | Frankreich             | Atlas V      |
| GB03    | UCLSat           | MSSL, University College London                                 | Vereinigtes Königreich | PSLV         |
| GB06    | InflateSail      | University of Surrey                                            | Vereinigtes Königreich | PSLV         |
| GR01    | DUTH             | Demokrit-Universität Thrakien / Space Research Lab              | Griechenland           | Atlas V      |
| GR02    | UPSat            | Universität Patras                                              | Griechenland           | Atlas V      |
| IL01    | Hoopoe           | The Space Laboratory of the Herzliya Science Center             | Israel                 | Atlas V      |
| IT02    | URSA MAIOR       | Universität La Sapienza                                         | Italien                | PSLV         |
| KR01    | LINK             | Korea Advanced Institute of Science and Technology              | Südkorea               | Atlas V      |
| KR02    | SNUSAT-1         | Seoul National University                                       | Südkorea               | Atlas V      |
| KR03    | SNUSAT-1b        | Seoul National University                                       | Südkorea               | Atlas V      |
| LT01    | LituanicaSAT-2   | Universität Vilnius                                             | Litauen                | PSLV         |
| SE01    | qbee             | Open Cosmos, Technische Universität Luleå                       | Schweden               | Atlas V      |
| TR01    | BeEagleSat       | Technische Universität Istanbul / Air Force Academy             | Türkei                 | Atlas V      |
| TR02    | HAVELSAT         | HAVELSAN                                                        | Türkei                 | Atlas V      |
| TW01    | PHOENIX          | Cheng-Kung-Nationaluniversität                                  | Taiwan                 | Atlas V      |
| UA01    | PolyITAN-2-SAU   | Nationale Technische Universität der Ukraine „KPI“              | Ukraine                | Atlas V      |
| US01    | Challenger       | University of Colorado Boulder                                  | USA                    | Atlas V      |
| US02    | Atlantis         | Universität Michigan                                            | USA                    | Atlas V      |
| US04    | Columbia         | Universidad del Turabo                                          | USA                    | Atlas V      |